# Liste der Gemeinden in den Nordwest-Territorien
Diese Liste führt die Gemeinden in den kanadischen Nordwest-Territorien auf. Es gibt derzeit 33 Gemeinden.
Das Territorium wird in die folgenden Regionen gegliedert:
- Dehcho Region
- Inuvik Region
- North Slave Region
- South Slave Region
- Sahtu Region

## Liste der Städte
Die folgende Tabelle enthält die Gemeinden des Territoriums, ihre Region und den Gemeindestatus sowie ihre Einwohnerzahlen aus den jeweiligen Volkszählungen von Statistics Canada, der nationalen Statistikagentur Kanadas. Die Tabelle enthält nur die Orte, die den Gemeindestatus City, Town oder Village haben.
| Gemeinde     | Region      | Gemeinde- status | Einwohnerzahl | Einwohnerzahl | Einwohnerzahl | Einwohnerzahl | Einwohnerzahl | Einwohnerzahl | Einwohnerzahl |
| Gemeinde     | Region      | Gemeinde- status | 01991         | 01996         | 02001         | 02006         | 02011         | 02016         |               |
| ------------ | ----------- | ---------------- | ------------- | ------------- | ------------- | ------------- | ------------- | ------------- | ------------- |
| Fort Simpson | Dehcho      | Village          | 1.142         | 1.257         | 1.163         | 1.216         | 1.238         | 1.202         |               |
| Fort Smith   | South Slave | Town             | 2.480         | 2.441         | 2.185         | 2.364         | 2.496         | 2.542         |               |
| Hay River    | South Slave | Town             | 3.253         | 3.611         | 3.510         | 3.648         | 3.606         | 3.528         |               |
| Inuvik       | Inuvik      | Town             | 3.206         | 3.296         | 2.894         | 3.484         | 3.463         | 3.243         |               |
| Norman Wells | Sahtu       | Town             | 627           | 798           | 666           | 761           | 727           | 778           |               |
| Yellowknife  | North Slave | City             | 15.179        | 17.275        | 16.541        | 18.700        | 19.234        | 19.569        |               |

## Liste der offiziellen Gemeinden
Die anderen anerkannten Gemeinden haben den Status einer
- Charter community (CC),
- Designated authorities (DA),
- Hamelt (H) oder
- Self government (SG)

### Liste
- Aklavik (H)
- Behchokò (SG)
- Colville Lake (DA)
- Déline (SG)
- Dettah (DA)
- Enterprise (H)
- Fort Good Hope (CC)
- Fort Liard (H)
- Fort McPherson (H)
- Fort Providence (H)
- Fort Resolution (H)
- Gametì (SG)
- Jean Marie River (DA)
- Kakisa (DA)
- Kátł’odeeche (DA)
- Łutselk’e (DA)
- Nahanni Butte (DA)
- Paulatuk (H)
- Sachs Harbour (H)
- Sambaa K’e (DA)
- Tsiigehtchic (CC)
- Tuktoyaktuk (H)
- Tulita (H)
- Ulukhaktok (H)
- Wekweètì (SG)
- Whatì (SG)
- Wrigley (DA)

## Liste sonstiger Ansiedlungen
- Anderson River
- Buffalo River
- Camlaren
- Canol
- Cape Parry
- Fort Collins
- Kittigazuit
- Marten House
- Mould Bay
- Pine Point
- Port Radium
- Rat River
- Reindeer Depot
- Reliance
- Rocher River
- Salt River
- Tungsten